# 別列茲諾湖 (普斯托什卡區)
56°17′53″N 29°11′50″E / 56.29806°N 29.19722°E
別列茲諾湖（俄语：Березно），是俄羅斯的湖泊，位於該國西北部，由普斯科夫州負責管轄，處於普斯托什卡區，面積2.5平方公里，集水區面積8.2平方公里，平均水深3米，最大水深8米。